# デヴィッド・バーマン
デヴィッド・バーマン（David Berman、1973年11月1日 - ）は、アメリカ合衆国の俳優。

## 略歴
人気テレビシリーズ『CSI:科学捜査班』ではデヴィッド・フィリップスという検視官を演じているが、それと共にフルタイム・ヘッド・リサーチャーという、手順や技術などといった様々な事実を番組のために検証していく係も担当している。なお、兄弟のジョシュ・バーマンも『CSI』の製作者の一人である。
2006年彼は打ち切りに遭ったテレビドラマ『失踪 VANISHED』に出演。『HEROES』の「チアリーダーを救え」という回において、彼の名がリストに挙がった。そしてこの回の後に放送された 「6ヶ月前」という回においてブライアン・デイヴィスを演じた。

## 主な出演作品

### テレビシリーズ
- 『CSI:科学捜査班』 - "CSI: Crime Scene Investigation (2000年-2015年)
- 『失踪 VANISHED』 - Vanished (2006年)
- 『HEROES』 - Heroes (2006年)
- 『BONES』 - Bones (2015年、シーズン11 第3話)

## 参照
1. ↑  https://www.imdb.com/name/nm2003884/